# Gangra Ri
Der Gangra Ri (auch Chaukula) ist ein Berg im indischen Unionsterritorium Ladakh. 
Der im äußersten Osten der Ladakh Range gelegene Gangra Ri ist mit 6489 m (nach anderen Quellen 6529 m) Höhe die höchste Erhebung der Gebirgsgruppe. Den beiden Briten Chris Mothersdale und Trevor Willis gelang am 13. August 2001 die Erstbesteigung über die Südwand.